# Kościół Matki Bożej „Tal-Ħlas” w Żejtunie
Kościół Matki Bożej „Tal-Ħlas” (malt. Il-Knisja ta’ Santa Marija tal-Ħlas, ang. Church of Our Lady tal-Ħlas) – rzymskokatolicki kościół w Żejtunie na Malcie. Jego oficjalnym wezwaniem jest Wniebowzięcie Najświętszej Maryi Panny.

## Historia
Na miejscu istniejącego kościoła stał wcześniej inny, którego patronką była również Wniebowzięta Maryja Panna. Świątynię w 1575 roku wizytował delegat apostolski prałat Pietro Dusina. Podczas wizyty Dusina zlecił ustawienie na ołtarzu głównym figury Matki Bożej. Około 1588 roku odnotowano, że w kościele znajdował się boczny ołtarz Niepokalanego Poczęcia, który po 1618 roku został przeniesiony do krypty kościoła parafialnego. Kościół służył mieszkańcom istniejących wówczas tutaj wsi Ħal Bisbut i Ħal Gwann. Został rozebrany w 1618 roku.
Kamień węgielny pod dziś stojący kościół położył 25 listopada 1692 roku biskup Davide Cocco Palmieri; tego samego dnia wmurował on pierwszy kamień pod budowę nowego kościoła parafialnego w Żejtun.
W XVII i XVIII wieku kościół służył jako miejsce pochówków niemowląt. W latach 1850. ówczesny opiekun kościoła ks. Giovanni Tabone odnowił go, w 1851 roku sprowadził i umieścił w ołtarzu relikwie męczennika św. Amabilisa. W kościele znajdowały się już wówczas organy, a na dzwonnicy dzwon wykonany w 1782 roku przez braci Triganza. 27 grudnia 2013 kościół został umieszczony w National Inventory of the Cultural Property of the Maltese Islands pod numerem 01908.
W 2021 rozpoczęto restaurację budynku kościoła. Na wykonanie prac przeznaczono 130 000 euro, wydatki w części pokryto z funduszy Unii Europejskiej.                
Kościół służy mieszkańcom, msze święte są sprawowane przez sześć dni w tygodniu.                

## Architektura

### Wygląd zewnętrzny
Konstrukcja istniejącego kościoła została posadowiona na planie prostokąta. Prosta architektonicznie fasada kościoła pozbawiona jest jakichkolwiek ozdób. Centralnie umieszczone drzwi tworzą półkoliste wąskie łukowe wejście. Nad drzwiami znajduje się duże niskołukowe okno, przez które światło oświetla ołtarz główny. Kościół ma typowy dla średniowiecznych kaplic skośny dach, centralnie nad fasadą znajduje się niewielka dzwonnica bell-cot z jednym dzwonem, zwieńczona krzyżem. Przed kościołem znajduje plac, do którego z trzech stron prowadzą schody. Na bocznej elewacji kościoła znajduje się zegar słoneczny.

### Wnętrze kościoła
W kościele znajduje się jeden ołtarz. Za nim dwoje małych, nieozdobionych drzwi prowadzących do małego pomieszczenia – zakrystii. W bocznej ścianie umieszczone jest drugie wejście do kościoła. Dach świątyni wykonany jest z płyt stropowych (xorok) wspartych na czterech łukach, u których podstawy wyrzeźbiono prostą dekorację.
Obraz tytułowy, przedstawiający Wniebowzięcie Najświętszej Maryi Panny, utrzymany jest w stylu barokowym z XVII wieku. Mógł zostać namalowany przez rodzimego maltańskiego artystę na wzór innych przedstawień tego tematu. Najświętsza Dziewica ukazana jest w powietrzu, podczas gdy aniołowie unoszą ją w górę do nieba. Jej ramiona są otwarte, gdy z zachwytem patrzy w górę. Poniżej przedstawiony jest otwarty grób z odrzuconą pokrywą. W odróżnieniu od tradycyjnych przedstawień Wniebowzięcia, ten tytułowy obraz nie przedstawia dwunastu apostołów, którzy byli świadkami wydarzenia.